# ۴۸۲ (میلادی)
۴۸۲ (میلادی) چهارصد و هشتاد و دومین سال تقویم میلادی است.

## درگذشتگان
‎